# Synagoga w Łowiczu (ul. Browarna 10)
Synagoga w Łowiczu – mała bożnica znajdująca się dawniej w Łowiczu przy ulicy Browarnej 10.
Synagoga została zbudowana w 1897 roku. Podczas II wojny światowej hitlerowcy zdewastowali synagogę. Po wojnie budynek synagogi służył jako siedziba Urzędu Miar i Wag. Budynek synagogi został rozebrany w 1995 roku ze względu na budowę większego obiektu handlowego.